# 桜山優
桜山 優（さくらやま ゆう、1958年10月22日 - ）は、大阪府出身の男性俳優。身長182cm。体重67kg。血液型A型。ビッグフェイス所属。かつては有限会社演劇群翔に所属していた。

## 出演作品

### 映画
- 鬼火（1997年）
- 奇談（2005年）
- こっくりさん 劇場版 新都市伝説（2014年）
- MILD BUNCH

### テレビ
- サイレントナイト（1997年）
- 火曜サスペンス劇場 部長刑事
- 1リットルの涙（2005年） - 田代明彦
  - 1リットルの涙 特別編〜追憶〜（2007年） - 田代明彦
- ジョーカー 許されざる捜査官（2010年） - 宮前史人

### ビデオ
- 修羅がゆく
- 難波金融伝・ミナミの帝王

### 舞台
- 迷子の天使たち（1993年）
- 筒井ワールド（1995年）
- 身毒丸（2002年）
  - 身毒丸・復活
- 笑う女。笑われる男（2010年）
- 邪宗門
- スタア
- 萩原朔美による朗読会
- ロミオとジュリエット

### CM
- サカイ引越センター
- サミー
- 三共
- サンポール
- ジェイシービー
- ネオジオ
- パナソニック モバイルコミュニケーションズ

### Web
- 筒井康隆劇場「エロティックな総理」（2006年）

### その他
- 不毛地帯（2009年） - 方言指導